# 브리트 에어
브리트 에어(프랑스어: Brittany Air International)는 에어프랑스의 지분에 등록된 자회사이자 프랑스의 지역 항공사로 1973년에 설립되어 파리 샤를 드 골 공항, 파리 오를리 공항, 생텍쥐페리 국제공항을 허브 공항을 사용한다. 브리트 에어는 주로 프랑스의 국내선 노선과 유럽의 국제선 노선을 취항하고 있다.

## 역사
항공사는 1973년에 설립되어 1975년에 취항을 시작했다. 설립 목적은 프랑스에서 비즈니스 임원을 위해 서비스를 제공하는 목적으로 설립했다. 1979년에 최초로 런던 개트윅 공항에 국제선 노선을 취항했으며 1995년 12월 1일 에어프랑스에 가맹 협정을 채결했다. 2000년에 에어프랑스에 인수되면서 자회사가 되었다. 2013년에 레지오날, 에어린에어가 합병하면서 HOP!이 설립됐다.

## 보유 기종
- 2012년 2월 기준으로 브리트 에어는 다음과 같은 기종을 보유하고 있으며 평균 기령은 3.9년이다.[1][2]

## 같이 보기
- 에어프랑스-KLM
- 마틴 에어
- KLM
- 알리탈리아
- 케냐 항공